# Mucus

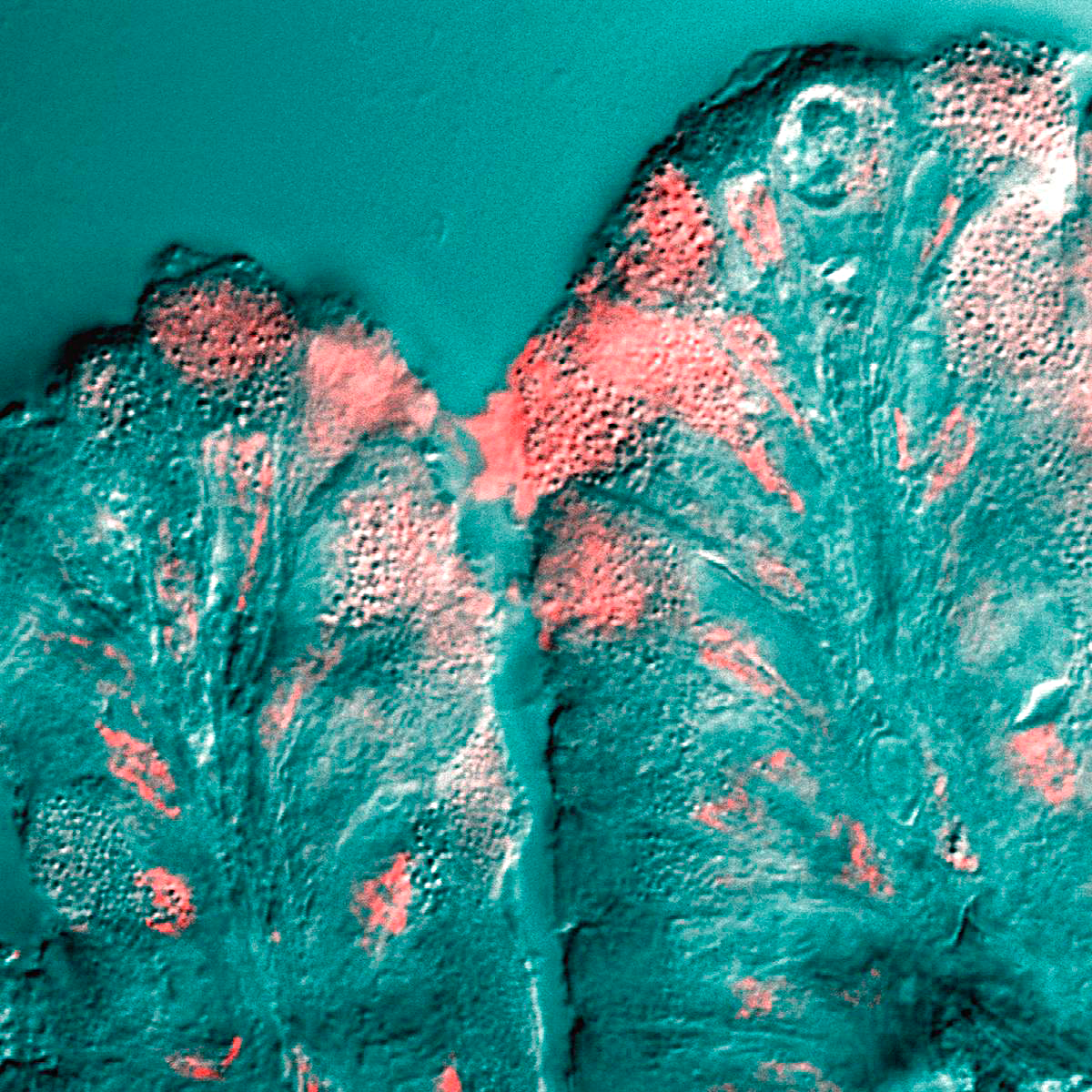
Celule mucoase din epiteliul stomacal, secretând mucus (roz)

Mucusul este o secreție apoasă produsă de către membranele mucoase. Este produs de obicei de celulele glandelor mucoase, deși poate proveni și din glande mixte, care conțin atât celule seroase, cât și mucoase. Este un coloid vâscos care conține săruri anorganice, enzime cu efect antimicrobian (cum ar fi lizozimul), imunoglobuline (în special IgA) și glicoproteine (cum ar fi lactoferina și mucina, care sunt produse de celulele calciforme din membranele mucoase și glandele submucoase). Mucusul are rolul de a proteja celulele epiteliale din căptușeala sistemelor respirator, digestiv și urogenital, precum și structurile din sistemele vizual și auditiv de ciuperci, bacterii și virusuri patogene. Cea mai mare parte a mucusului din organism este produs în tractul gastrointestinal.
Amfibienii, peștii, melcii, limacșii și alte nevertebrate produc, de asemenea, mucus extern din epiderma lor, ca protecție împotriva agenților patogeni, pentru a ajuta la mișcare și pentru a căptuși branhiile peștilor. Plantele produc o substanță similară numită mucilagiu, care este biosintetizat și de unele microorganisme.